# Fednav
 (août 2023).
Si vous disposez d'ouvrages ou d'articles de référence ou si vous connaissez des sites web de qualité traitant du thème abordé ici, merci de compléter l'article en donnant les références utiles à sa vérifiabilité et en les liant à la section « Notes et références ».
Fednav est une entreprise privée canadienne du secteur du transport maritime. Elle transporte[Quand ?] plus de trente millions de tonnes de marchandises en vrac et de marchandises diverses. Sa flotte comprend environ 120 navires en propriété ou affrétés, dont la plupart sont des vraquiers de taille maximale, des supramax et des panamax de la voie maritime du Saint-Laurent.

## Unités opérationnelles et filiales
Les entreprises principales comprennent Fednav Limited, Fednav International Ltd., Fednav Atlantic Lakes Line (FALLine) et Arctic Operations, Projects, and Ice Services[réf. souhaitée].
En 2023, Fednav vend sa division Federal Marine Terminals, Inc. (FMT), qui fournissait des services portuaires, et Fednav Direct, qui s'occupait de logistique tel que l'entreposage et le transport terrestre, afin de se concentrer sur le transport maritime.  

## Flotte
Fednav est spécialisé dans la navigation des eaux de l'Arctique canadien grâce à ses brise-glaces. Ses navires naviguent sans escorte dans les eaux arctiques tout au long de l'année, desservant les mines nordiques de nickel, de zinc, de plomb, de cuivre et de minerai de fer[réf. souhaitée]. De nombreux navires de la flotte de Fednav sont renforcés pour la navigation dans les glaces. La plupart sont de classe glace 1C* par DNV. Trois navires de la flotte de Fednav, l'Umiak I construit en 2006, le Nunavik construit en 2014 et l'Arvik I construit en 2021, sont équipés de proues de brise-glace, de renforcement contre les glaces et d'une puissance installée suffisante pour opérer de manière autonome dans les glaces de l'Arctique[réf. souhaitée].
En 2023, Fednav possède une flotte de 61 navires. Ses navires ont une capacité de 32 500 TPL et 56 000 TPL[réf. souhaitée].
Elle a aussi une soixantaine de navires affrétés à court et à long terme. Les navires affrétés à long terme ont été construits entre 2010 et 2023, et la plupart ont une capacité de 55 000 et 63 600 TPL, les autres se situant entre 37 300 et 42 700 TPL. Le TPL total de la flotte détenue et affrétée à long terme est supérieur à 4 100 000 tonnes, avec un âge moyen d'environ 8 ans[réf. souhaitée].

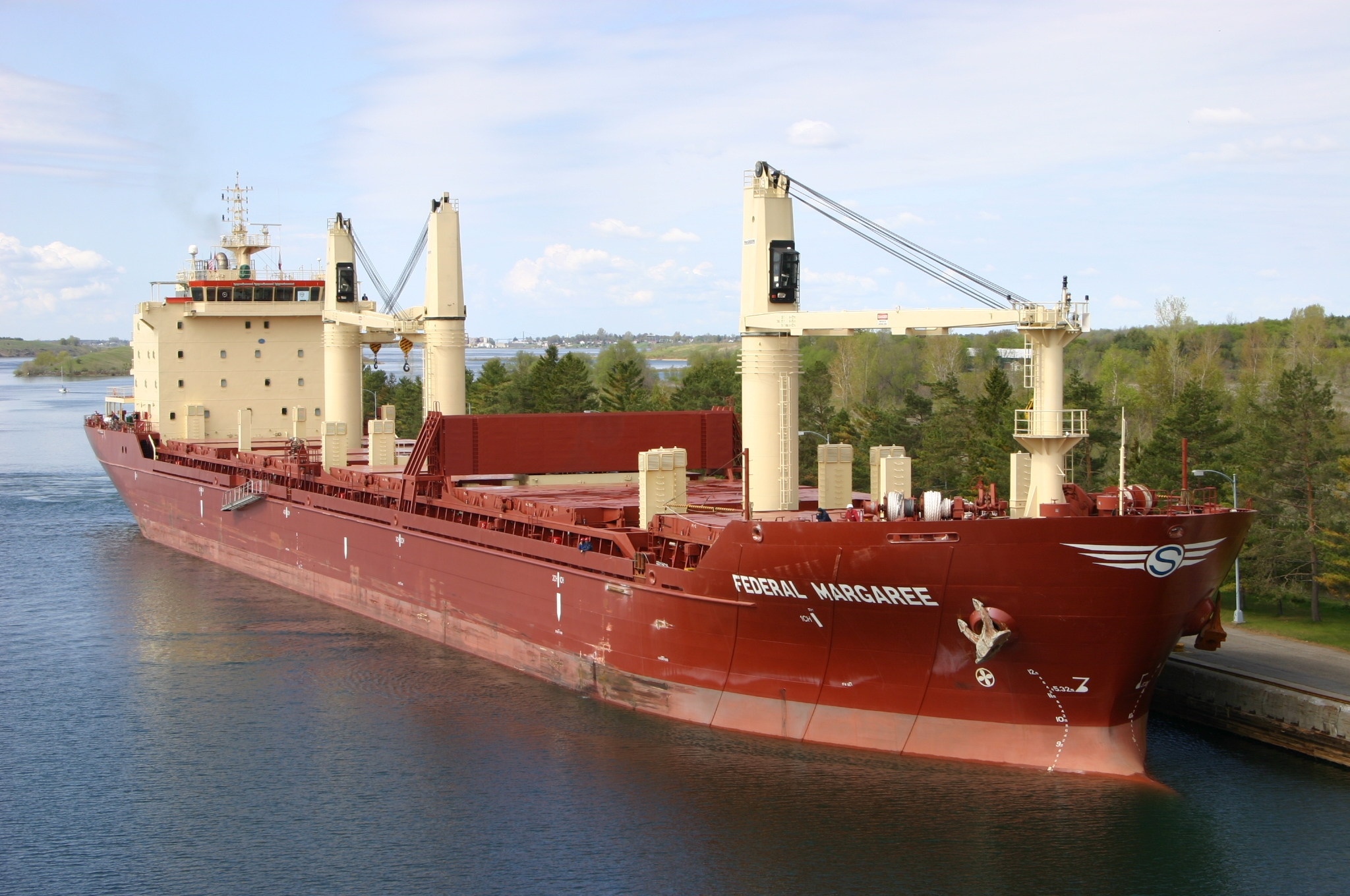
Le Federal Margaree sur la voie maritime du Saint-Laurent
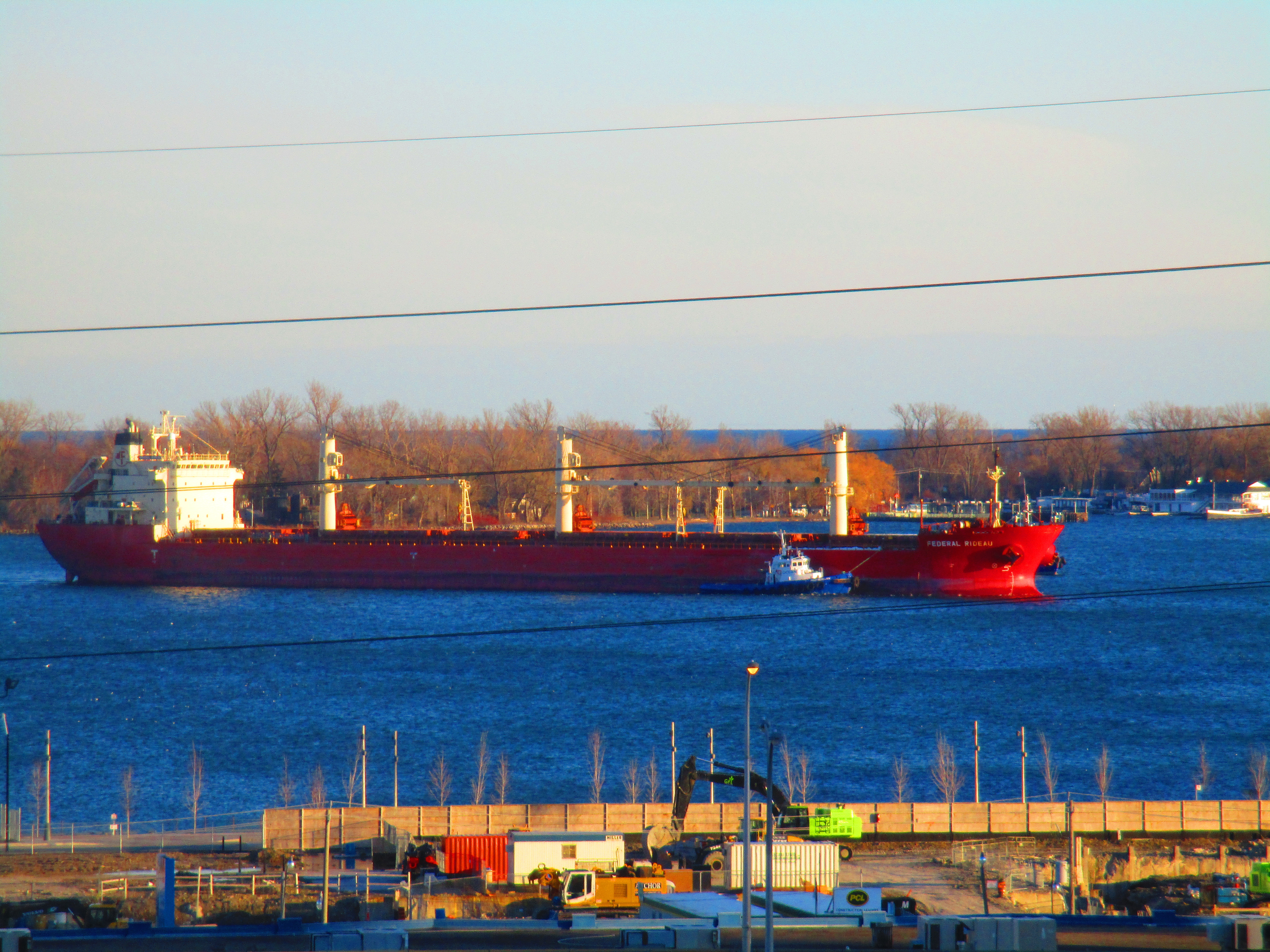
Le Federal Rideau
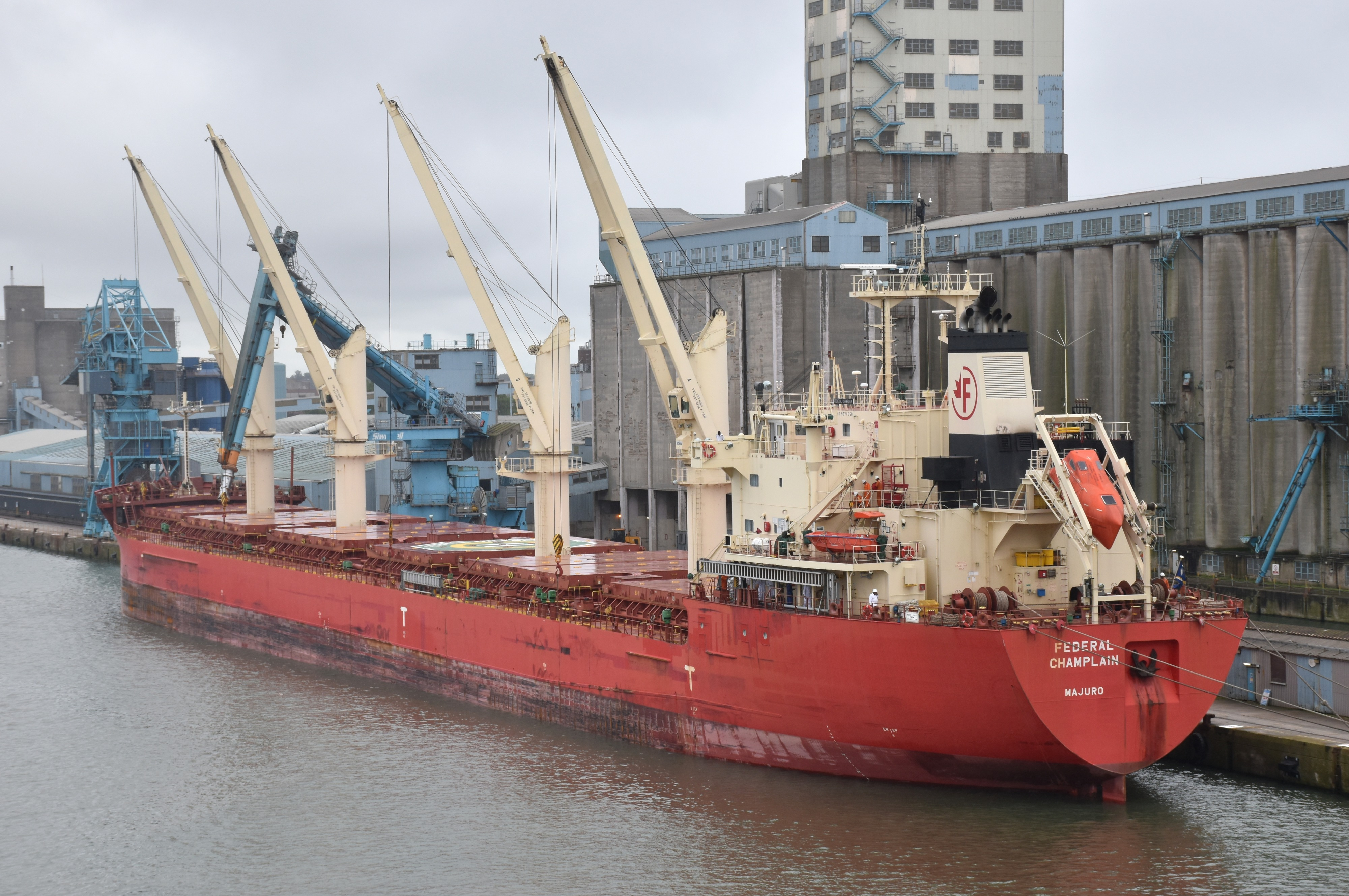
Le Federal Champlain dans le port de Liverpool